# Libertia peregrinans
Espèce
Libertia peregrinans est une espèce de plante à fleurs de la famille des Iridaceae, endémique de Nouvelle-Zélande.